# Langbladet soldug
Langbladet Soldug (Drosera anglica), er en kødædende blomsterplanteart, der tilhører soldug-familien Droseraceae . Det er en tempereret art med en circumboreal udbredelse, selv om det sker så langt sydpå som Japan, det sydlige Europa, og øen Kauai, hvor den vokser som en tropisk soldug. Den menes at stamme fra en amphidiploid-hybrid af D. rotundifolia og D. linearis, hvilket betyder, at en steril hybrid mellem disse to arter fordoblede sine kromosomer for at producere frugtbar afkom, der stabiliserede sig i den nuværende D. anglica.
Langbladet soldug er en flerårig urt, der danner en opretstående, stilkfri roset af generelt lineære spatelblade . Som det er typisk for soldug, er laminaerne tæt dækket med stilkede rødlige farvede slimhindekirtler, der hver ender med en klar dråbe af en tyktflydende væske, der bruges til at fange insekter. Laminatet, som er 15 - 35 mm langt, holdes halvrejst af et langt kronblad, hvilket bringer den samlede bladstørrelse til 30-95 mm. Planterne er grønne, rødt i kraftigt lys. I alle populationer undtagen dem i Kaua'i danner D. anglica vinterhvilende knopper kaldet hibernacula. Disse består af en knude af tæt krøllede blade på jorden, som folder sig ud om foråret i slutningen af hvileperioden. Rodsystemet er svagt og trænger kun nogle få centimeter ind og tjener hovedsageligt som anker og til vandabsorbering. Kvælstof er en mangelvare i moser, og fangst og fordøjelse af insekter giver en alternativ kilde.
Langbladet soldug blomster om sommeren, og sender 6 - 18 centimeter lange stilke, med flere hvide blomster, der åbnes individuelt, op. Ligesom andre arter af soldug har blomsterne fem kronblade, kronblade og støvdragere med tre støvfang. Kronbladene for denne art er 8–12 mm lange. De lugtfrie, nektarfrie blomster stoler ikke på insektbestøvere, men sætter frø gennem selvbestøvning (autogami). De sorte afrundede spindelformede frø, er 1 til 1½ mm lange.

## Kødædende
Drosera anglica vokser i åbne, ikke-skovklædte levesteder med våde, ofte calciumrige jordarter. Disse omfatter højmoser, mergelgrave, kær, hængesæk, stendækkede kyster og andre kalkholdige levesteder. Denne tolerance for calcium er relativt sjælden i resten af slægten. D. anglica er ofte forbundet med forskellige sphagnummoser, og vokser mange gange i et jordsubstrat, der helt er sammensat af levende, døde eller nedbrudte sphagnum. Sphagnum transporterer fugt til overfladen, mens den samtidig forsurer den. Hvilke jordnæringsstoffer, der ikke sives væk af den konstante fugtighed, bruges ofte af sphagnum eller gøres utilgængelige ved den lave jord pH. Da tilgængeligheden af næringsstoffer er lav, formindskes konkurrencen fra andre planter, så den kødædende engelske soldug kan blomstre.
Bestanden i Danmark er i tilbagegang og den regnet som en truet art på den danske rødliste.

## Galleri
- Tropisk form fra Kauai, Hawaii
- Et tæt tæppe af blomstrende D. anglica i en tørvemose
- En atypisk D. anglica blomst med 6 kronblade
- Flere vandnymfer fanget af nogle engelske soldug
- D. anglica vokser i en bjergmose, British Columbia, Canada